# شبكة جي إم إيه
شبكة جي إم إيه (بالإنجليزية: GMA Network)‏ هي شركة إعلامية فلبينية مقرها في مدينة كويزون.

## وصلات خارجية
- الموقع الرسمي